# 鑑識英雄II 正義之戰
《鑑識英雄II正義之戰》（英語：CSIC 2 / i Hero 2），2019年台灣鑑識劇，由李昌鈺、王識賢、蔡淑臻、周孝安、蔡黃汝、紀培慧、蘇達主演。2016年5月27日開拍，且以電視電影方法拍攝。愛奇藝台灣站自2019年3月27起，週一至週五晚間8點獨家播出。

## 集數概況
| 季數 | 季數 | 集數 | 首播日期      | 劇終日期      |
| ---- | ---- | ---- | ------------- | ------------- |
|      | 1    | 13   | 2015年4月10日 | 2015年5月22日 |
|      | 2    | 16   | 2019年3月27日 | 2019年4月17日 |

## 播出時間

### 首播
| 頻道     | 所在地 | 播映日期      | 播出時間                   |
| -------- | ------ | ------------- | -------------------------- |
| 愛奇藝   | 臺灣   | 2019年3月19日 | 每週一至週五 20：00 更新   |
| 中視主頻 | 臺灣   | 2019年3月27日 | 每週一至週五 20:00 - 21:00 |

## 演員陣容

### 主要角色
| 角色                   | 演員   | 介紹 | 登場集數  |
| 李昌鈺                 | 李昌鈺 | 國際神探 | 1-16      |
| 林士堯                 | 王識賢 | 暱稱：林 Sir，犯罪科學鑑識中心（C.S.I.C）檢察官，鑑識小組的核心後盾。曾經黑白分明的林士堯，為求破案逐漸遊走在龍蛇雜處的灰色地帶。十年前由於他誤判情勢，意外引發一場警方與走私槍械集團的火拼，線人無辜送命，搭擋枉死，他自己也因傷跛足，從此轉調到鑑識科擔任主任。他外型草莽粗獷，講話尖銳辛辣，但實際上心思細膩，是鑑識小組成員們的核心後盾。老婆難以諒解他工作忙碌而提出離婚。因為愛，兩人遲遲未在離婚協議書上簽字 。 | 1-7,11-16 |
| 楊茜                   | 蔡淑臻 | 暱稱：小茜，刑事局警員，跆拳道黑帶、泰拳高手。與雷一鳴互有好感。國家級跆拳道黑帶、泰拳高手。好行俠仗義，充滿正義感和人情味，在生活上是個不拘小節的爽朗女生，在職場上是個衝勁滿滿的工作狂，不喜歡按照規矩辦事。父親是開死亡證明的法醫，媽媽是開出生證明的婦產科醫師，奇妙的家庭背景造成她特殊的個性。她從小討厭父親身上的屍臭，不自覺習慣性憋氣造成心因性的嗅覺喪失。                                                   | 全劇      |
| 雷一鳴                 | 周孝安 | 暱稱：雷公，犯罪科學鑑識中心（C.S.I.C）組長，擅長DNA鑑識。與楊茜互有好感。鑑識小組的主要領導者。個性沉穩，總扮演兄長角色。性格耿直，有道德潔癖，在工作上徹底講求做事法則和科學證據，絕不妥協一板一眼的個性，也常讓他對案情少了人情角度和邪門歪道的思考。他喜歡研究植物和種子、喜歡把廚房當化學實驗室來做菜、不欲人知的還有喜歡集點數的嗜好。因為喜歡楊茜又覺得不該有辦公室戀情，反而對她故意冷淡。                     | 全劇      |
| 王珍妮                 | 蔡黃汝 | 暱稱：精靈，犯罪科學鑑識中心（C.S.I.C）成員，專長行為科學。為了尋找弟弟而加入鑑識中心。天才資優生，在國外求學時父母發生車禍去世，遺留大筆遺產。弟弟因為目睹父母車禍雙亡身心受創失蹤，她為了要找弟弟，投入鑑識科學的領域。個性古靈精怪，熱愛Cosplay，笑點很低，因為失去全部親人的悲傷讓她學會搞笑，否則不知道該怎麼活下去。專長是行為科學，對於人們的心理反應特別敏銳，一個微表情就可以察覺真相。                       | 4-7,11-16 |
| 悟明‧達道 (Umin Dadau) | 蘇達   | 暱稱：頭目，犯罪科學鑑識中心（C.S.I.C）成員，痕跡專家。為部落頭目之子，有獵人般的直覺和行動力，常運用原住民對大自然的敏感辦案，再以科學鑑識來應證，他相信罪犯不論如何小心，都會留下一定的蹤跡。 | 7-16      |
| 辛品芳                 | 紀培慧 | 暱稱：小辛，犯罪科學鑑識中心（C.S.I.C）成員，材料、微物專家。暗戀楊茜。追求時尚美學，打扮中性帥氣。在她腦中彷彿有個豐富的辨識資料庫，對於證物的材質、組合、生產履歷如數家珍，在微物鑑識這部分無能出其右。和楊茜是高中同學、知心好友。愛旅行卻因對工作的責任感從不敢休假、只能在Google map的街景上環遊世界。對神秘事件有特殊愛好，相信外星人的存在。後前往美國進修。                                                    | 全劇      |
| 阿木                   | 楊震震 | 鑑識員 | 1-6,11-16 |
| 大漢                   | 李杰   | 警員 | 7-16      |
| 奶茶                   | 熊熊   | 事務官，林士堯的助手，不喜歡吃臭豆腐 | 全劇      |

### 其他角色
| 角色   | 演員   | 介紹 | 登場集數    |
| 楊東順 | 陶傳正 | 暱稱：楊教授，資深法醫專家，楊茜的父親。熱愛生命。工作時非常嚴肅，是個知無不言、言無不盡的熱心長者。常常與遺體對話，看遺體就可以做出往生者的心理分析。他總是慈悲的安慰亡者，發願要替他們伸冤，所以吃素。有時會把特殊檢體帶在身邊思考，常會嚇到周遭的人。在工作上公事公辦，大家都不知道他和楊茜竟是父女關係。 | 1-2,14      |
| 閻若男 | 葛蕾   | 暱稱：閻羅王，檢察官 | 8-10        |
| 安法醫 | 安歆澐 | 勁辣女法醫 | 8-12        |
| 溫若儀 | 辛樂兒 | 溫法醫，楊法醫的學生 | 1-5,14-15   |
| 亮亮   | 馬維亭 | 林士堯的女兒，和父親關係不和 | 1-2,6,14-16 |
| 張副   | 羅吉鎮 | 特偵組副組長 | 1,6         |
| 偷貓賊 | 哈孝遠 | | 1           |
| 方琦   | 劉瑞琪 | 不敗律師女王，雷一鳴的母親，林士堯的朋友 | 12          |

### 第一單元－美國事件
| 角色   | 演員   | 介紹                                 | 登場集數 |
| 老鷹   | 房思瑜 | 名畫神秘收藏家,冷豔殺手              | 1-4      |
|        | 李欣冉 | 老鷹手下                             | 2-4      |
| 王爺爺 | 丁強   | 被詐騙集團騙走孫女手術費的受害者     | 1-2      |
| 白勇   | 唐從聖 | 藝術品經紀人，怪異畫商               | 3-4      |
| David  | 周厚安 | 康州警察，與國際詐騙集團首腦老鷹掛勾 | 1-4      |
| 黃柏川 | 管謹宗 | 老鷹的父親                           | 4        |
| 麥可   | 傅冠傑 | 駭客，小辛的戀人，跟詐騙集團合作     | 1,3-4    |

### 第二單元－賽車疑雲
| 角色   | 演員   | 介紹                                                                                           | 登場集數      |
| 貝怡萱 | 邵雨薇 | 暱稱：貝兒、BELL，被害人，天才賽車手，楊茜的好友，林士堯以前當警察的時候幫助過她，很依賴林士堯 | 4-5,6-7(回憶) |
| 安小喬 | 安小蕎 | 暱稱：ANGEL，職業女賽車手                                                                      | 4-5           |
| 林志傑 | 沈威年 | 貝兒的男友，因感情問題殺害貝兒                                                                 | 4-7           |
| 貝怡茹 | 盧以恩 | 貝兒的妹妹                                                                                     | 5-6           |
| 馬永光 | 藍葦華 | 暱稱：小馬，賽車賭盤手                                                                         | 4-6           |
| 游少強 | 莊東樺 | 暱稱：強哥，賽車賭盤組頭                                                                       | 4-5           |
| 小怡茹 | 葛璦   | 童年的貝怡茹                                                                                   | 5-6(回憶)     |
| 吳大雄 | 李銘叡 | 明星棒球隊隊長，跟強哥合作，被抓到逼口供                                                       | 4             |

### 第三單元－玩火自焚
| 角色             | 演員   | 介紹                                                                       | 登場集數     |
| 周信宗           | 王家梁 | 消防隊新任隊長，楊茜學長                                                   | 7-10         |
| 莉雅             | 夏如芝 | 消防隊前隊員，暗戀信宗，為保護信宗而向鑑識人員訛稱是兇手                   | 7-10         |
| 顏士銘           | 楊忠穎 | 房仲，信宗同學，高中時看見汽油走火救信宗被燒傷17年，連續縱火並殺害馬隊長。 | 7-10         |
| 馬隊長           | 胡鴻達 | 消防隊前隊長，喪生火窟                                                     | 7,8,10(回憶) |
| 曉鳳             | 劉香君 | 馬隊長老婆，幫宜荷介紹相親                                                 | 7-8          |
| 宜荷             | 吳芮甄 | 護士，士銘前女友，拒絕士銘求婚                                             | 10           |
| 游學林           | 林育賢 | 暱稱：赫菲斯托斯(希臘神話火神)，攝影師                                     | 7-10         |
| 周信宗(高中時期) | 黃冠智 | 顏士銘的麻吉                                                               | 7,10         |
| 顏士銘(高中時期) | 王辰博 | 周信宗的麻吉                                                               | 7,10         |

### 第四單元－明星之死
| 角色   | 演員   | 介紹                                                       | 登場集數 |
| 梁遇   | 林育品 | 歌壇天后，悲情女星，雷公兒時玩伴，教唆蘇蘇殺害李奧         | 10-13    |
| 卓立航 | 紀言愷 | 樂壇偶像歌手，梁遇男友                                     | 11-13    |
| 李奧   | 段鈞豪 | 梁遇的經紀人，被蘇蘇殺害並偽裝成因氣喘病發導致車禍         | 11-13    |
| 蘇亭蘊 | 蔡函岑 | 暱稱蘇蘇，是梁遇的助理，暗戀梁遇，為了梁遇而殺害汪添跟李奧 | 11-13    |
| 李偉   | 馬力歐 | 週刊出版社老闆                                             | 11-13    |
| 趙雲   |        | 週刊出版社記者                                             | 13       |
| 汪添   |        | 狗仔，被蘇蘇殺害                                           | 13       |
| 梁遇   | 何潔柔 | 梁遇小時候                                                 | 11,13    |
| 雷一鳴 | 駱炫銘 | 雷公小時候                                                 | 11,13    |

### 第五單元－網路霸凌
| 角色   | 演員   | 介紹 | 登場集數    |
| 吳東麟 | 許仁   | 綽號大東，亮亮的網友，網路駭客，代號Revenger Triple 6，疑似因為女友被網路霸凌自殺而復仇(無證據顯示為大東所為)，最後喝下毒咖啡自殺身亡 | 14-16       |
| 林麗娜 | 薛蓓蓓 | 綽號奈美，被殺害並偽裝成自殺的網紅Coser，疑似大東為復仇所為                                                                           | 14          |
| 藍藍   | 方語昕 | 被殺害並偽裝成自殺的網紅Coser，疑似大東為滅口所為(因為她疑似有大東殺害奈美的證據)                                                     | 14-15       |
| 賽門   | 康祥   | 富小開，奈美前男友 | 14          |
| 周若青 | 鄧庭雅 | 綽號小綠，大東的女友，三年前被奈美網路霸凌而自殺的網紅Coser                                                                           | 15-16(照片) |
| 李坤山 | 高華麗 | 綽號阿飛，代號Scary Pig，曾是網路駭客，跟大東同梯入伍服役，也認識大東的女朋友，跟小辛一起阻擋網路駭客對CSIC的攻擊                     | 16          |

### 特別客串
| 角色   | 演員   | 介紹         | 登場集數 |
| 徐展元 | 徐展元 | 賽車主播     | 5        |
| 信     | 信     | 知名搖滾歌手 | 11       |

## 收視率

### 中視
| 中華民國 中視 首播收视率 |               |           |           |              |              |      |
| 集數                     | 播出日期      | AGB收視率 | AGB收視率 | 當週平均收視 | 當週平均收視 | 備註 |
| 集數                     | 播出日期      | 收視率    | 排名      | 收視率       | 排名         | 備註 |
| 1                        | 2019年3月27日 | 0.52      | 6         | 0.45         | 6            |      |
| 2                        | 2019年3月28日 | 0.43      | 6         | 0.45         | 6            |      |
| 3                        | 2019年3月29日 | 0.39      | 6         | 0.45         | 6            |      |
| 4                        | 2019年4月1日  | 0.43      | 6         | 0.41         | 6            |      |
| 5                        | 2019年4月2日  | 0.47      | 6         | 0.41         | 6            |      |
| 6                        | 2019年4月3日  | 0.26      | 6         | 0.41         | 6            |      |
| 7                        | 2019年4月4日  | 0.55      | 6         | 0.41         | 6            |      |
| 8                        | 2019年4月5日  | 0.35      | 6         | 0.41         | 6            |      |
| 9                        | 2019年4月8日  | 0.38      | 6         | 0.42         | 6            |      |
| 10                       | 2019年4月9日  | 0.41      | 6         | 0.42         | 6            |      |
| 11                       | 2019年4月10日 | 0.49      | 6         | 0.42         | 6            |      |
| 12                       | 2019年4月11日 | 0.40      | 6         | 0.42         | 6            |      |
| 13                       | 2019年4月12日 | 0.42      | 6         | 0.42         | 6            |      |
| 14                       | 2019年4月15日 | 0.44      | 6         | 0.47         | 6            |      |
| 15                       | 2019年4月16日 | 0.46      | 6         | 0.47         | 6            |      |
| 16                       | 2019年4月17日 | 0.50      | 6         | 0.47         | 6            |      |
| 平均收視率               | 平均收視率    | 0.43      | 0.43      | 0.43         | 0.43         |      |

1. 同时段或交叉时段主要节目：
  - 三立台灣台：《炮仔聲》
  - 三立都會台：《三明治女孩的逆襲》
  - 民視：《大時代》
  - 台視：《女兵日記女力報到》
  - TVBS歡樂台：《女兵日記女力報到》
2. 由AC尼爾森調查，調查範圍是四歲以上收看電視之觀眾。

## 取景
- 美國舊金山
- 瑞芳區102縣道
- 陽明山美軍宿舍
- 汐止區新山夢湖

## 獎項紀錄
| 年度   | 大獎         | 獎項             | 入圍者 | 結果 |
| ------ | ------------ | ---------------- | ------ | ---- |
| 2019年 | 第54屆金鐘獎 | 戲劇節目男主角獎 | 王識賢 | 提名 |
| 2019年 | 第54屆金鐘獎 | 戲劇節目女主角獎 | 蔡淑臻 | 提名 |

## 製作團隊
- 輔助製作：行政院科技部、文化部影視及流行音樂產業局
- 出品單位：超人睿奇製作有限公司、愛奇藝
- 製作人：顧超
- 執行製作人：顧超
- 製作單位：超人睿奇製作有限公司
- 發行單位：超奇國際股份有限公司
- 統籌：葉振興
- 執行監製：
- 企劃 / 宣傳：
- 科學顧問：
- 導演：張佳賢、陳嘉鴻、許肇任 姜秉辰
- 執行導演：洪子烜
- 武術導演：吳仁建
- 編劇：吳毓青、鄧莉芬、費工怡、李登雅、陳萱、張文綺、洪子烜

## 外部連結
- CSIC 鑑識英雄粉絲團的Facebook專頁

## 電視節目的變遷
| 中華民國 中視主頻 星期五 22:00 - 23:00                                                       | 中華民國 中視主頻 星期五 22:00 - 23:00               | 中華民國 中視主頻 星期五 22:00 - 23:00                                              |
| -------------------------------------------------------------------------------------------- | ---------------------------------------------------- | ----------------------------------------------------------------------------------- |
|                                                                                              | 鑑識英雄Ⅱ 幕後花絮 （2016年12月2日－2016年12月9日）  |                                                                                     |
| 燃燒的鬥魂 （2016年10月7日－2016年11月25日）                                                 | 我家有個總舖師 （2016年12月16日－2017年4月14日）     |                                                                                     |
| 每週一至週五 20:00 - 21:00                                                                   |                                                      |                                                                                     |
| 真愛趁現在 （2018年11月26日－2019年3月7日） 鑑識英雄（重播） （2019年3月8日－2019年3月26日） | 鑑識英雄II 正義之戰 （2019年3月27日－2019年4月17日） | 美好年代（重播） （2019年4月18日－2019年5月3日）扶搖 （2019年5月6日－2019年7月5日） |